# Liptovské Beharovce
Liptovské Beharovce (Hongaars: Behárfalu) is een Slowaakse gemeente in de regio Žilina, en maakt deel uit van het district Liptovský Mikuláš.
Liptovské Beharovce telt 62 inwoners.